# Czesław Woś
Czesław Woś (ur. 1944 w Krajance) – polski grafik, twórca ekslibrisów.

## Życiorys
Absolwent Wydziału Sztuk Pięknych Uniwersytetu Mikołaja Kopernika w Toruniu. Członek Związku Polskich Artystów Plastyków. Współorganizator (wraz z żoną Bożeną Woś) Międzynarodowego Biennale Małej Formy Graficznej i Ekslibrisu w Ostrowie Wielkopolskim i Międzynarodowej Wystawy Ekslibrisu Muzycznego
towarzyszącej Międzynarodowemu Festiwalowi „Chopin w barwach jesieni” w Antoninie i Ostrowie. Zasłużony Profesor Almae Matris Ostroviensis.
Wystawy indywidualne i zbiorowe w kraju i za granicą, m.in. indywidualna Im Europäischen Kulturzentrum w Erfurt, indywidualna w Exlibris – Galerie w Gütersloh, PIASA Gallery w Nowym Jorku, Meyenburg Museum w Nordhausen, Muzeum Narodowym we Wrocławiu Oddział Panorama Racławicka; zbiorowe na wystawach grafiki i ekslibrisu w Niemczech, Kanadzie, Włoszech, Danii, Chinach, Rosji, USA. Prace w zbiorach m.in. Muzeum Narodowego w Kielcach i Wrocławiu, Biblioteki Narodowej w Warszawie, Biblioteki Naukowej PAU i PAN w Krakowie, Biblioteki im. Ossolińskich we Wrocławiu, Muzeum Zamkowego w Malborku, Biblioteki Raczyńskich w Poznaniu, Polskiego Instytutu Naukowego w Nowym Jorku, Fundacji Kościuszkowskiej w Nowym Jorku, International Ex libris Centrum w Sint-Niklaas, Ex libris Museum w Mediolanie.